# آن روتليدج
آن روتليدج (بالأنكليزية:Ann Rutledge) زُعم بأنها أول حب في حياة ابراهام لينكون لكن لم تتم خطبتهما بشكل رسمي. توفيت آن بعمر 22 سنة في يوم الخامس والعشرين من شهر أغسطس لعام 1835 وقد قيل أن سبب الوفاة إصابتها بحمى التيفوئيد.